# Deathcade
Deathcade är det franska depressive suicidal black metal-bandet Nocturnal Depressions åttonde studioalbum, utgivet den 10 mars 2017. 

## Låtlista
1. And Fall the February Snow – 6:03
2. Spring – 5:33
3. They – 5:56
4. Spleen Black Metal – 7:07
5. Her Ghost Haunts These Walls – 4:39
6. Hear My Voice... Kill Yourself – 8:12
7. Anthem to Self-Destruction – 7:33
8. Nostalgia – 4:41
9. Dead Children – 7:29

## Medverkande
- Lord Lokhraed – sång, gitarr
- Morkhod – trummor
- Krahne – basgitarr
- Avskrius – gitarr